# Exechiopsis dumitrescae
Exechiopsis dumitrescae is een muggensoort uit de familie van de paddenstoelmuggen (Mycetophilidae). De wetenschappelijke naam van de soort is voor het eerst geldig gepubliceerd in 1972 door Burghele-Balacesco.